# Шкypињe
Шкуриње (итал. Scurigne) је ријечки кварт од 5.751 становника смештен северозападно од центра у коме делује истоимени месни одбор (бивша месна заједница) Града Ријеке.

## Географија
Кварт обухвата стара насеља Шкуриње и Тибљаши смештена у ували те ново насеље Ново Шкуриње изграђено 1970-их на присојним обронцима брда.. У МО спада и северни део Шкурињске Драге. Улице насеља су северни део Осјечке улице (некадашња Валскуриње и Ђуре Стругара); Дрежничка улица; Ул. Алда Негрија; Ул. Саве Вукелића; Ул. Пина Будичина; Ул. 8. марта:; Ул. Иве Лоле Рибара; Улица Саве Југо Бујкове; Ул. Шкурињских жртава; Садска улица; Ул. Милана Рустанбега; Ул. XIX. ударне дивизије и Ул. Шкурињских партизана.

## Становништв0
Шкуриње, као и читава Ријека, бележи пад становништва па је тако од 6.444 становника 2001, пало на 5.751 становник 2011. .

## Историја
Шкуриње се спомиње у XVI. в. када је припадалао општини Пласе под управом девинских феудалаца. Када је 1779. Марија Терезија одвојила Ријеку од Аустрије давши јој статус Kорпуса сепаратума Угарске, Шкуриње је остало у саставу Аустрије, тј. од 1849. припадало је Mapкгpoфoвији Иcтpи све до 1918. када је припало Краљевинии Италији. а од 1920. до 1924. било у саставу Словодне Државе Ријеке, а Римским спораумом 1924. додељује се Краљевини СХС тако да је средином Шкурињске Драге пролазила граница са Италијом.

## Споменици и знаменитости
- Споменик палим борцима и жртвама фашизма у Шкурињу подигнут 1980. године пројектовала је Власта Шушањ, која се неко време и бави рестаурацијом споменика народноослободилачке борбе. Споменик је смештен у старом насељу у Шкурињу, на повишеном платоу. За овакав специфичан облик споменика ауторица је пронашла инспирацију у мотиву недалеко одавде где су камене поплочане косине,у облику жлеба служиле као сакупљалиште воде. Споменик палим борцима симболички је повезан са скупљањем воде као извора живота као и скупљање бораца у борби за живот и слободу[3].
- Капела св. Марије од Шкуриња (Santa Maria in Scurigne) је припадала општини Пласе. У једном документу о разграничењу из 1554. се спомње сајам који се од давнине одржавао крај те црквице која је од 1506. била у поседу Ђакома ди Банизиза (Giacomo di Banisisii). У архиву у Грацу постоји даровница надвојводе Карла из 1573. којом ту капелицу и припадајуће имање даје ријечкој болници[2], која је срушена крајем 2010-их код реконструкције улице.

## Образовање
- ОШ Шкуриње II

## Спорт
- Боћарски клуб Шкуриње
- Малоногометни клуб Шкуриње Ново Насеље
- ЖАОК Шкуриње Ријека